# Cigánd
Cigánd je město v Maďarsku v župě Borsod-Abaúj-Zemplén v okresu Cigánd.
Má rozlohu 5 676 ha a žije zde 2 681 obyvatel (stav 1. ledna 2011).

## Partnerská města
- Aluniş, Rumunsko
- Biel, Slovensko
- Kráľovský Chlmec, Slovensko[2]
- Sobrance, Slovensko

## Galerie

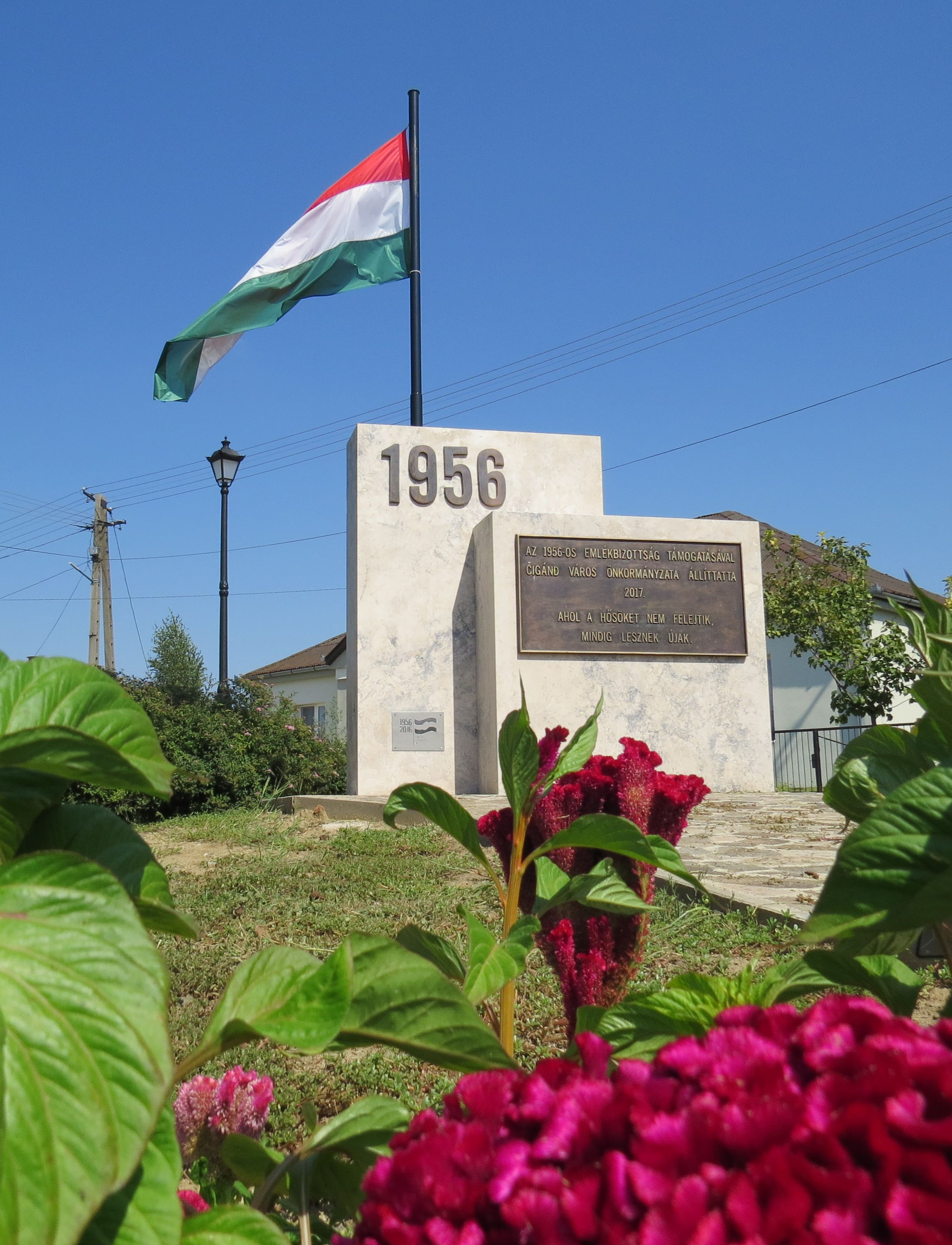
Památník maďarských událostí z roku 1956
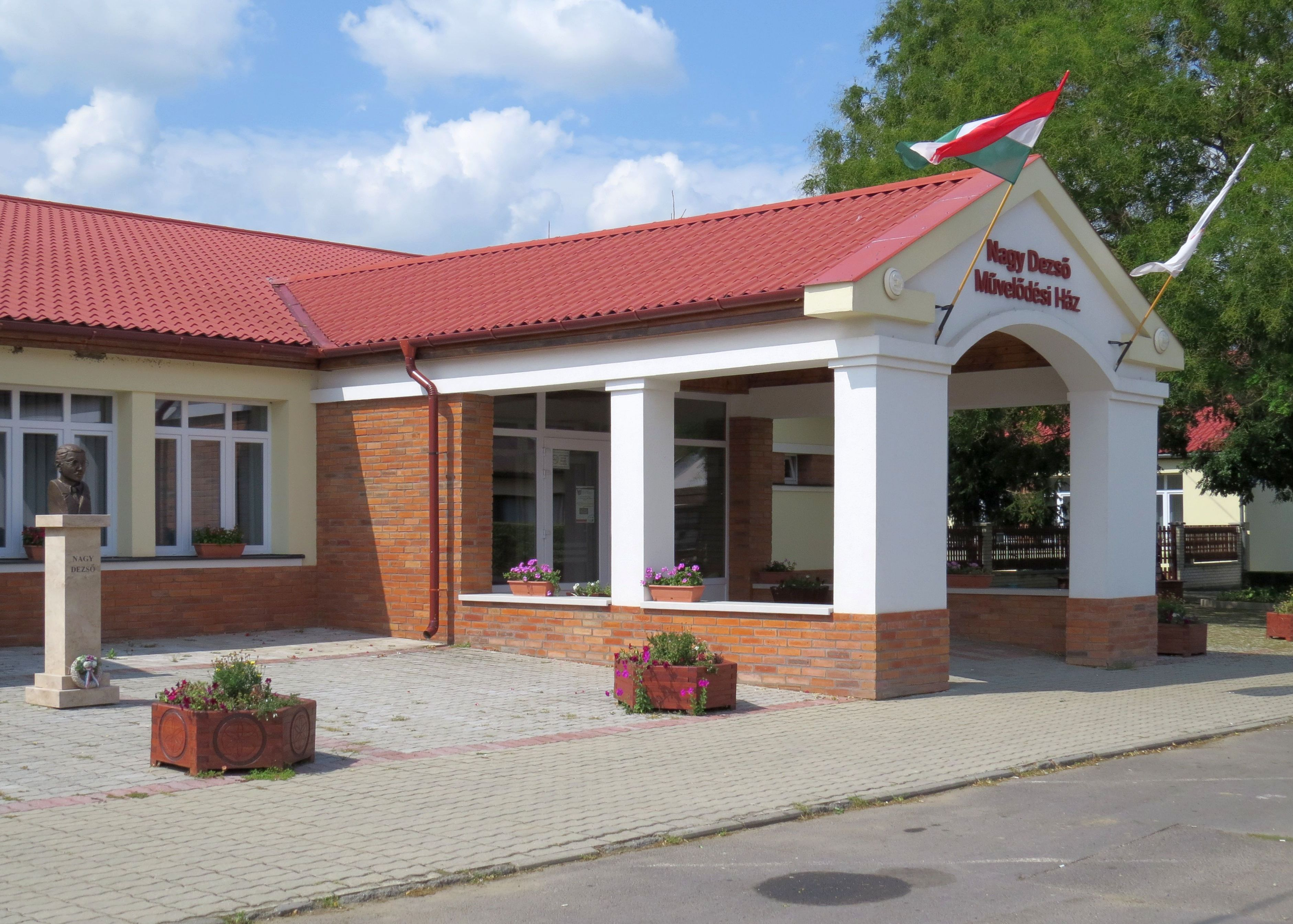
Kulturní dům v Cigándu
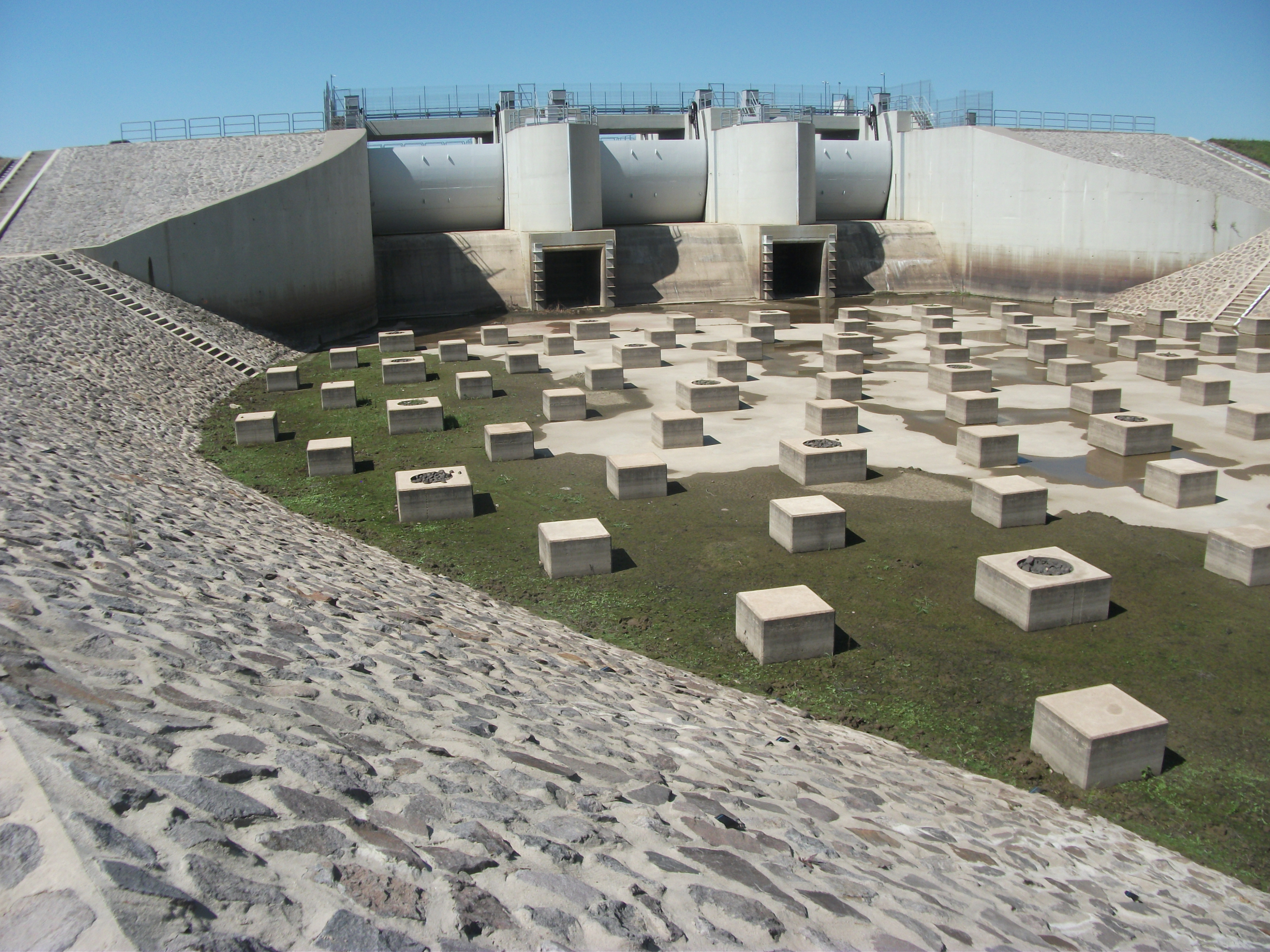
Protipovodňová hráz a nádrž na okraji města
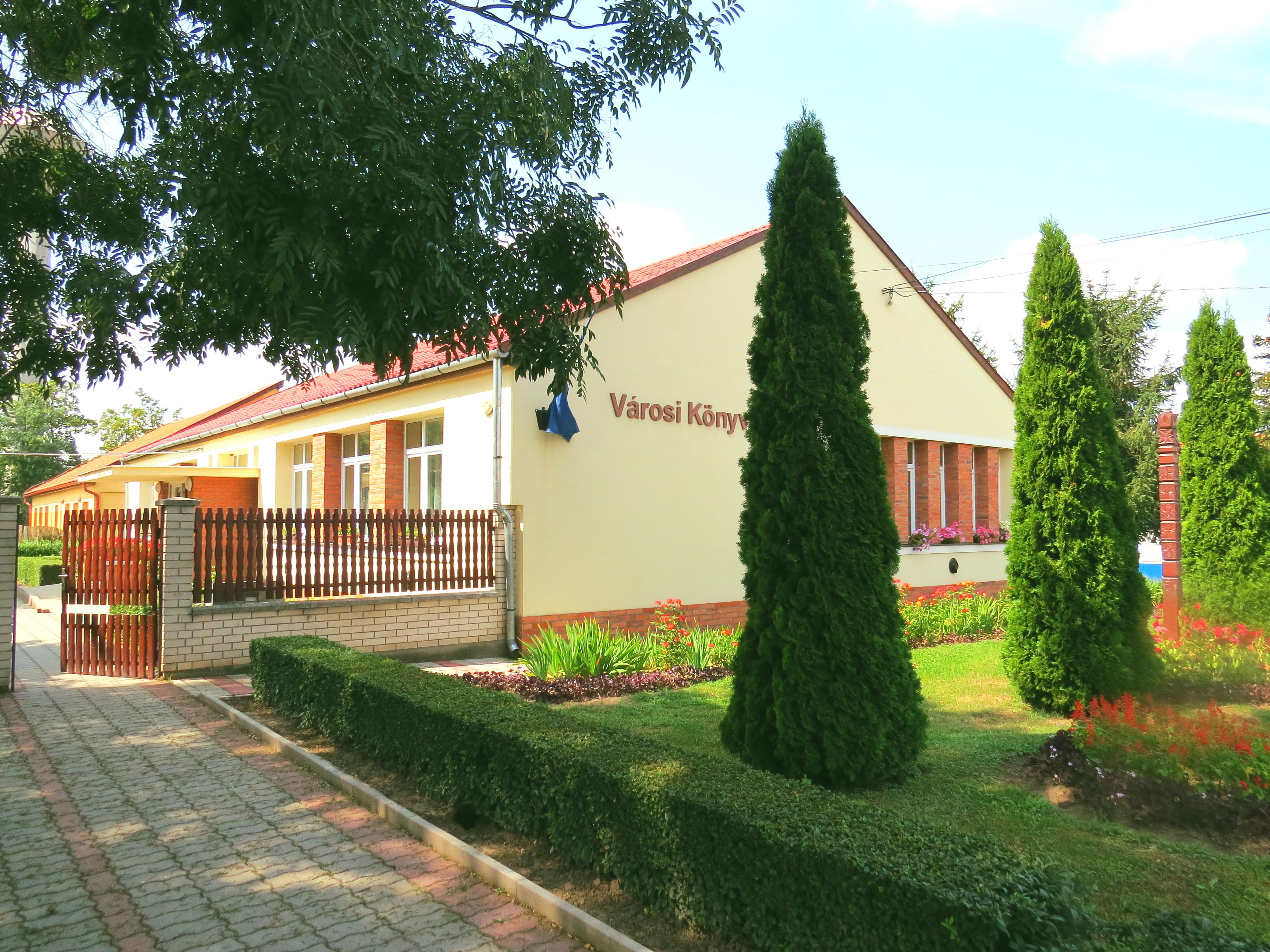
Budova veřejné knihovny
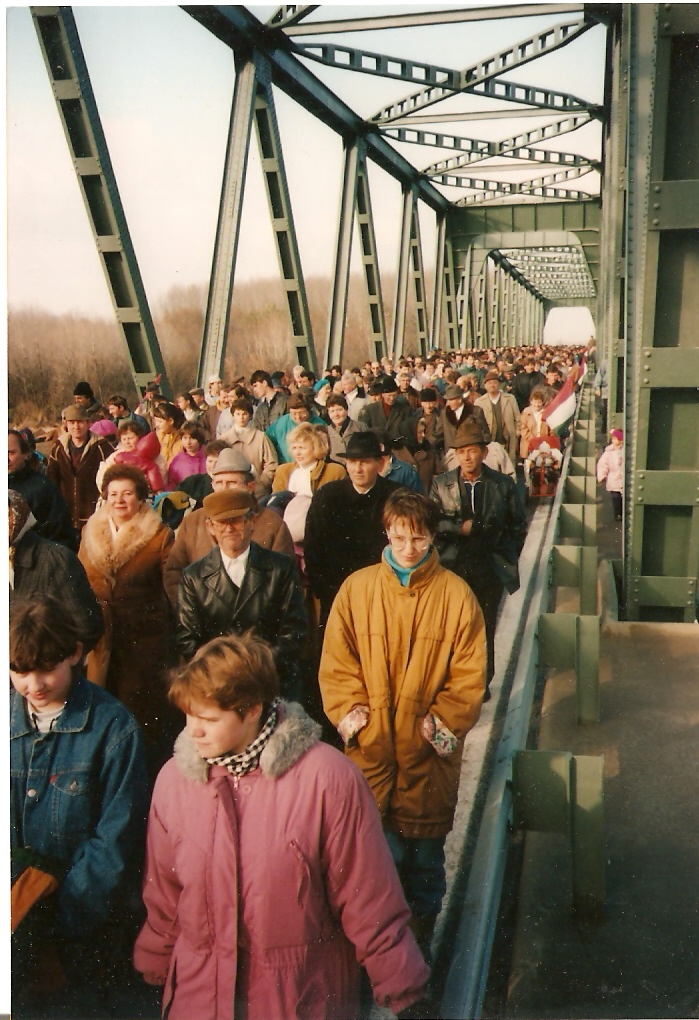
Slavnostní otevření mostu přes Tisu v roce 1994